# Cabezón de Pisuerga
Cabezón de Pisuerga är en kommun i Spanien.   Den ligger i provinsen Provincia de Valladolid och regionen Kastilien och Leon, i den centrala delen av landet, 160 km nordväst om huvudstaden Madrid. Antalet invånare är 3 576. Arean är 45 kvadratkilometer. Cabezón de Pisuerga gränsar till Santovenia de Pisuerga, Cigales, Corcos, San Martín de Valvení, Olmos de Esgueva, Villarmentero de Esgueva, Castronuevo de Esgueva och Valladolid. 
Terrängen i Cabezón de Pisuerga är lite kuperad.